# Famille Bouglione
Pour les articles homonymes, voir Bouglione.
La famille Bouglione est une des plus illustres familles du cirque en France. Certains de ses membres sont propriétaires de la salle de spectacle du Cirque d'Hiver à Paris depuis 1934, où se produit notamment la plus ancienne de ses deux compagnies, le Cirque d'hiver Bouglione. Celle-ci, avec le cirque Joseph Bouglione, se produit dans toute la France. Des membres de cette famille ont également fondé le cirque Romanès.

## Histoire

### Origine
La légende inventée par la famille circassienne elle-même au XIXe siècle (à l’époque, l’Europe éclairée alterne coercition et recherche de solutions « humaines » pour sédentariser les Roms dont certains cherchent à cacher leurs origines) raconte que Scipion Boglioni, l’ancêtre de la dynastie, fils d’un drapier à Turin au début du XIXe siècle ayant fait fortune dans la soie, aurait suivi Sonia, une jeune et jolie gitane dompteuse de fauves (la « maîtresse des fauves ») et se serait installé en France, où ils auraient présenté des ménageries foraines et leur nom se francisa en Bouglione. En fait, les Bouglione, roms Sintis, sont montreurs d’ours au XVIIIe siècle en Italie.
La tradition de cette famille d’origine se perpétue jusqu’au début du XXe siècle avec son arrière-petit-fils Joseph dit Sampion Bouglione (1875-1941). Il possède alors, avec ses quatre fils Alfred (dit Alexandre, 1900-1954), Joseph (1904-1987), Firmin (1905-1980) et Nicolas (dit Sampion II, 1910-1967), des ménageries célèbres dans tout le pays. En 1924, ils font de leur ménagerie un véritable cirque, le Cirque des quatre frères Bouglione.
C’est grâce à un coup de génie de son fils Alexandre que le nom Bouglione va s’imposer. En 1926, Alexandre récupère dans un wagon d’une gare un vieux stock d’affiches de la tournée européenne du Wild West Show que Buffalo Bill avait faite en 1904. Il décide de se servir de ces affiches et monte le Stade Circus Buffalo Bill, un spectacle inspiré du célèbre cow-boy. Leur chapiteau désormais planté Porte de Champerret, les Bouglione ont fait mouche, au point que des théâtres parisiens signent une pétition pour que leur cirque quitte Paris. Et c’est forts des connaissances acquises avec ce spectacle que les quatre frères Bouglione s’installent au Cirque d'Hiver à Paris dans le 11e arrondissement.

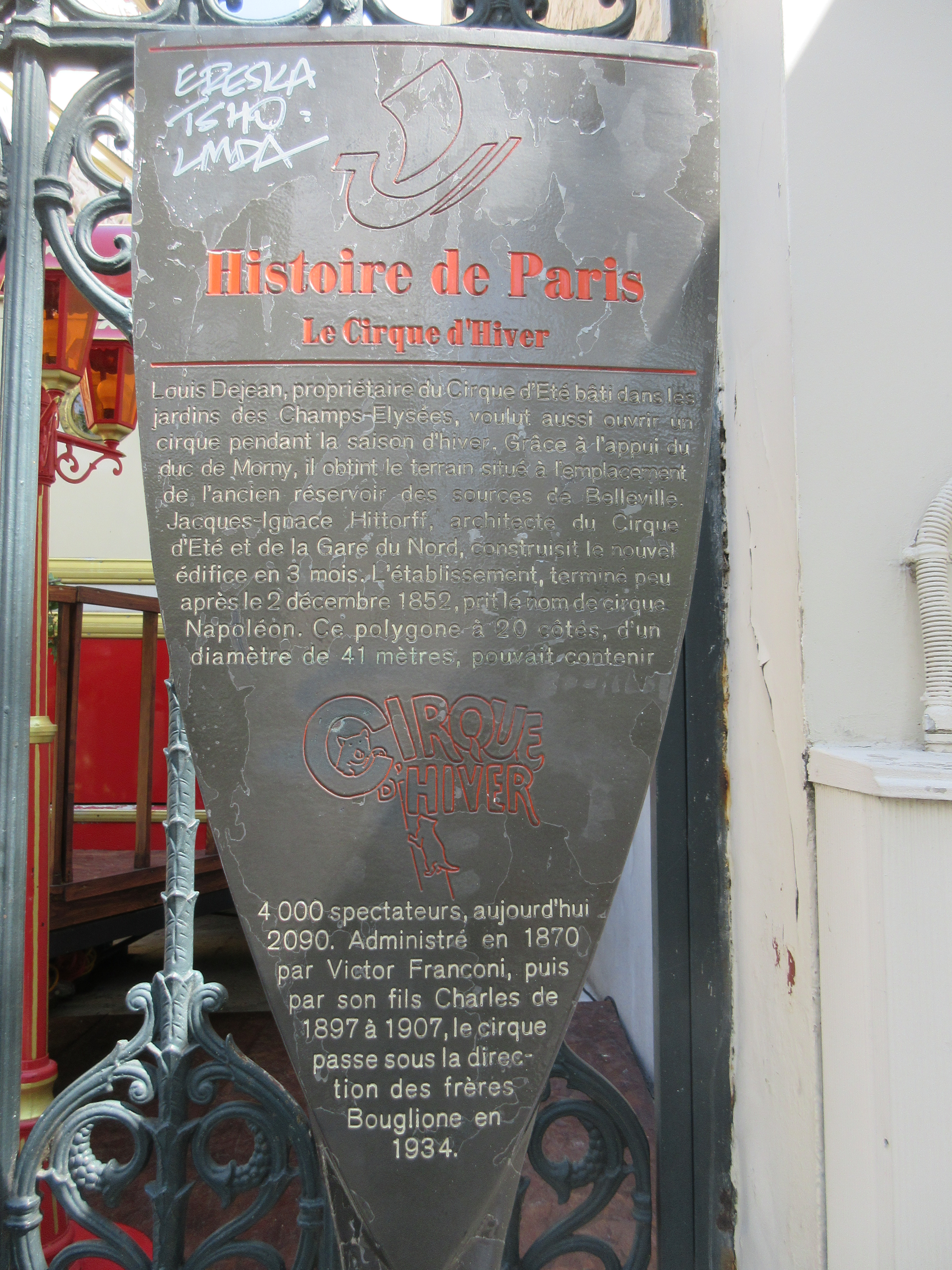
Panneau Histoire de Paris « Le Cirque d'Hiver ».

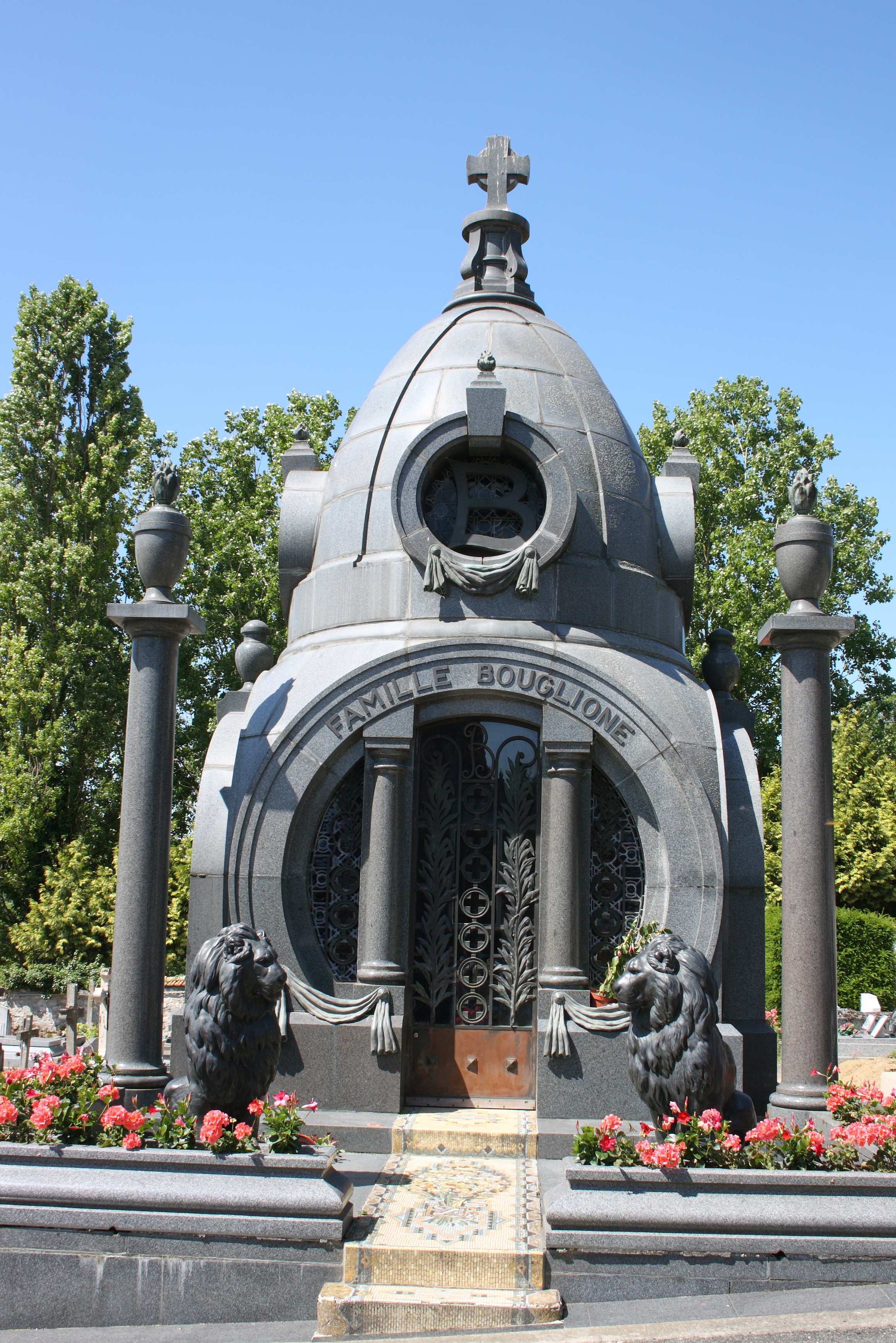
Cimetière de Lizy-sur-Ourcq avec la tombe de la famille Bouglione.

### La grande époque
Le 28 octobre 1934, les quatre frères Bouglione reprennent le Cirque d'Hiver à Gaston Desprez, en payant comptant en pièces d’or, alors qu’il est convoité par la Famille Amar. Le nom de Bouglione devient alors inséparable du lieu dans lequel beaucoup de grands artistes se produisent, de Pauline Borelli, la première dompteuse, à l’écuyère Émilie Loisset, de Léotard à Lilian Hetzen, des Fratellini à Grock et Achille Zavatta, d’Alex à Pipo, d’Albert Rancy à Gilbert Houcke… « La Perle du Bengale », « La Princesse Saltimbanque », « Les Aventures de la Princesse de Saba », trois pantomimes célèbres, spectacles grandioses dans lesquels les Bouglione sont passés maîtres.
À partir du 15 décembre 1940, sous l'occupation, le Cirque d'Hiver connaît le désagréable entracte d’une direction allemande. Le 22 mars 1941, les Bouglione sont de retour, mais le Cirque d'Hiver servit et sert toujours de cadre à d’autres manifestations : réunions sociales et politiques, meetings, matchs de catch. En 1947, le premier Gala de l'Union des artistes avec Gaby Morlay y prend place et le mouvement contre le racisme y est créé en 1949.
En 1955, Carol Reed y tourne le film « Trapèze » avec Gina Lollobrigida et Burt Lancaster. Puis se succèdent « Émilie Jolie », « Barnum », « Astérix », Jacques Higelin, Guy Bedos, Diane Dufresne…, le Cirque Chinois, le « Festival mondial du cirque de demain » et le « Cirque du Soleil ».
Depuis 1984, le Cirque d’Hiver est loué comme salle de spectacle pour des pièces de théâtre, one-man show, meetings politiques, défilés de mode, des récitals et tout type d'évènements pour entreprises.

### Les cirques Bouglione
Cette section ne s'appuie pas, ou pas assez, sur des sources secondaires ou tertiaires indépendantes du sujet. Le texte peut contenir des analyses inexactes ou inédites de sources primaires.
Pour l'améliorer, ajoutez-en, ou placez des modèles {{Source secondaire souhaitée}} ou {{Source secondaire nécessaire}} sur les passages mal sourcés. (septembre 2023)
La famille se scinde en 1992, et André-Joseph Bouglione crée le Cirque Joseph Bouglione en référence à son grand-père. Puis, en 1994, Alexandre Romanès-Bouglione crée avec sa femme, Lydie Dattas, le cirque Romanès, premier cirque tzigane d’Europe.
Une partie de la famille s'installe en Belgique dans les années 1990, Alexandre Bouglione (petit-fils de Joseph II et Rosa Bouglione) et son épouse Linda Bügler-Bouglione tournent avec le cirque Alexandre Bouglione (uniquement en Belgique), ils sont accompagnés de leurs enfants Anouchka et Nicolas.
À l'hiver 1997, la piste nautique rouvre pour le spectacle « Crescendo ».
En 1999, la nouvelle génération Bouglione (avec à sa tête Francesco Bouglione, fils de Joseph - dit Sampion - Bouglione et d’Anna Bouglione reprend le Cirque d'Hiver.
Un spectacle anniversaire voit le jour en 2009 pour le cent cinquantenaire du trapèze volant, inventé par le Français Jules Léotard en 1859 au Cirque d'Hiver, alors cirque Napoléon. En ce milieu du XIXe siècle, les trapézistes sont particulièrement en vogue mais se limitent à l’utilisation de matériel fixe. Lorsque le jeune homme introduit son utilisation dans un spectacle de cirque, jusqu’alors réservée aux gymnases, il révolutionne la discipline : elle devient plus dynamique, plus périlleuse aussi. Léotard invente également un maillot moulant et dépourvu de manches – le léotard –, et libère ainsi ses mouvements. Très vite, il effectue le premier passage entre deux trapèzes par un saut périlleux. Les prouesses de Léotard font alors le tour du monde et inspirent notamment en 1867 The Daring Young Man on The Flying Trapeze, chanson populaire du Britannique George Leybourne.
En 2015, le Cirque d'hiver Bouglione reprend la route en France avec une tournée sous chapiteau intitulée « Cirque d'Hiver Bouglione on tour », après plus de 30 ans de sédentarité à Paris. S’enchaîne alors trois saisons avec un spectacle à la hauteur de la renommée des Bouglione. La dernière tournée prend fin en avril 2018.
En 2017, après une longue réflexion, André-Joseph Bouglione annonce qu'il cessera de présenter des animaux dans ses spectacles, disant refuser désormais de les maintenir en captivité à vie. Il crée l'Écocirque, « 100 % humain », bannissant le transport par camion et reposant sur l'énergie solaire. Cette annonce est vécue comme une trahison par ses confrères.
Après un an d'arrêt dû à la pandémie de covid-19, le Cirque d'hiver, l'Écocirque et le cirque tzigane Romanès peuvent reprendre leur activité.

## Arbre généalogique
Joseph dit Sampion Bouglione (1875-1941) et Alexandrine Durand sont les parents de :
- Alfred dit Alexandre Ier, (1900-1954) a trois filles :
  - Germaine
  - Renée
  - Madona
- Joseph II (1904-1987), marié à Rosa Van Been (1910-2018) a sept enfants :
  - Gina Alexandrine dit Odette, (née en 1929) marié à Francesco Caroli (1922-2004)
    - Michelina (1948-), marié à Alain Berthier (1947-2016)
      - Celia (1978-)

  - Josette (1930-)
  - Firmin Bouglione (1933-2022) & Emma Figuier 1934-
    - Alexandre Bouglione 1955- &1976 Linda Büggler
      - Anouchka Bouglione &1999 Reinaldo Monteiro
        - Selena Bouglione Monteiro (2007-)
        - Noah Bouglione Monteiro (2009-)

      - Nicolas Bouglione & Ofelia Nistorov
        - Alexa Bouglione (2017-)
        - Émilen-Alexandre Bouglione (2023-)

  - Émilien (1934-)
    - Louis-Sampion Bouglione[7], directeur du Musée privé du Cirque d’Hiver et co-directeur du Cirque d’Hiver[8]

  - Sandrine (1936-2012)
  - Sampion III (1938-2019[9])
  - Joseph III (1942-)
    - André-Joseph Bouglione, marié à Sandrine Suskov crée en 1992, un chapiteau dédié à son père et à son grand-père, le cirque Joseph Bouglione.
- Firmin Bouglione (1905-1980), marié à Violette Dedessus Lemoutier (1912-1988)
  - Alexandre Romanès-Bouglione (1951-), marié à Lydie Dattas puis à Délia Romanès.
  - Camilla dite Gipsy Bouglione (1947-), épouse d'Alexis Grüss Junior.
- Nicolas (dit Sampion II, 1910-1967)

Louis-Sampion Bouglione, fils d'Émilien, et les enfants de Sampion III dirigent ensemble le Cirque d'Hiver.

## Musée du Cirque
La famille Bouglione possède un musée privé de 180 m2 dans le Cirque d'Hiver. Les objets exposés ont été collectés par Émilien Bouglione puis par son fils, Louis-Sampion, et datent majoritairement du Second Empire : costumes, photographies, affiches, documents.

## Dans la fiction
Le cirque Bouglione est le cadre du 25e tome de la série de bande dessinée Ric Hochet, intitulé Coups de griffe chez Bouglione.